# Хартвиг фон Бюлов (1634 – 1688)
Хартвиг фон Бюлов (на немски: Hartwig von Bülow; * 1634; † 1688) е благородник от стария род фон Бюлов от Мекленбург.
Той е син (от 13 деца) на княжеския мекленбургски амтс-хауптман Ханс Хайнрих фон Бюлов (1593 – 1653) и съпругата му Маргарета фон Оертцен (1602 – 1652), дъщеря на княжеския мекленбургски хауптман Юрген фон Оертцен (1589 – 1618) и Анна фон дер Виш († 1616). Брат е на генерал-майор Бартолд фон Бюлов (1620 – 1694).

## Фамилия
Хартвиг фон Бюлов се жени за Анна Мария фон Бюлов († 1695), внучка на Хартвиг фон Бюлов († 1606), дъщеря на Бартолд фон Бюлов († сл. 1656) и Елизабет фон Щралендорф. Те имат син:
- Детлоф Йоахим фон Бюлов (1659 – 1716), женен за Анна Елизабет фон Плюсков (1685 – 1734); имат син